# Negenhuizen (Baarle-Hertog)
Negenhuizen of Grensenclave is een enclave van Baarle-Hertog in het gehucht Baarle-Nassau Grens.
In 1953 koopt de paardenhandelaar Sooi van den Eynde een stuk land met daarop 9 woningen van de Nederlandse Spoorwegen aan de Turnhoutseweg. Volgens Van den Eynde staan deze huizen op Belgisch grondgebied. Hij rekent daarom ook huurprijzen volgens de Belgische normen. De huurprijzen in België zijn in deze tijd hoger dan de huurprijzen in Nederland. Hij probeert hiermee een proces uit te lokken.
Uiteindelijk komt het proces. De zaak komt zelfs voor het Internationaal Gerechtshof in Den Haag. Uiteindelijk kreeg Van den Eynde op 20 juni 1959 zijn gelijk en werd Negenhuizen een Belgische enclave.
Van den Eynde kreeg zijn gelijk door een fout die eerder gemaakt werd in 1843 bij het markeren van de grens van Nederland met België. Om de rijksgrens tussen beide landen voorlopig vast te stellen, werd van 5732 percelen afzonderlijk bepaald of ze tot Baarle-Hertog dan wel Baarle-Nassau behoorden. Bij het overschrijven van de lijst sloop de fout er in. Het perceel werd toegewezen aan Baarle-Nassau, dus Nederlands. Het Internationaal Gerechtshof herstelde deze fout en het perceel werd vanaf dat moment Belgisch. Hiermee werd het grondgebied van België ruim 14 hectare groter.
Het enclavenummer is H17.